# Posta d'ous

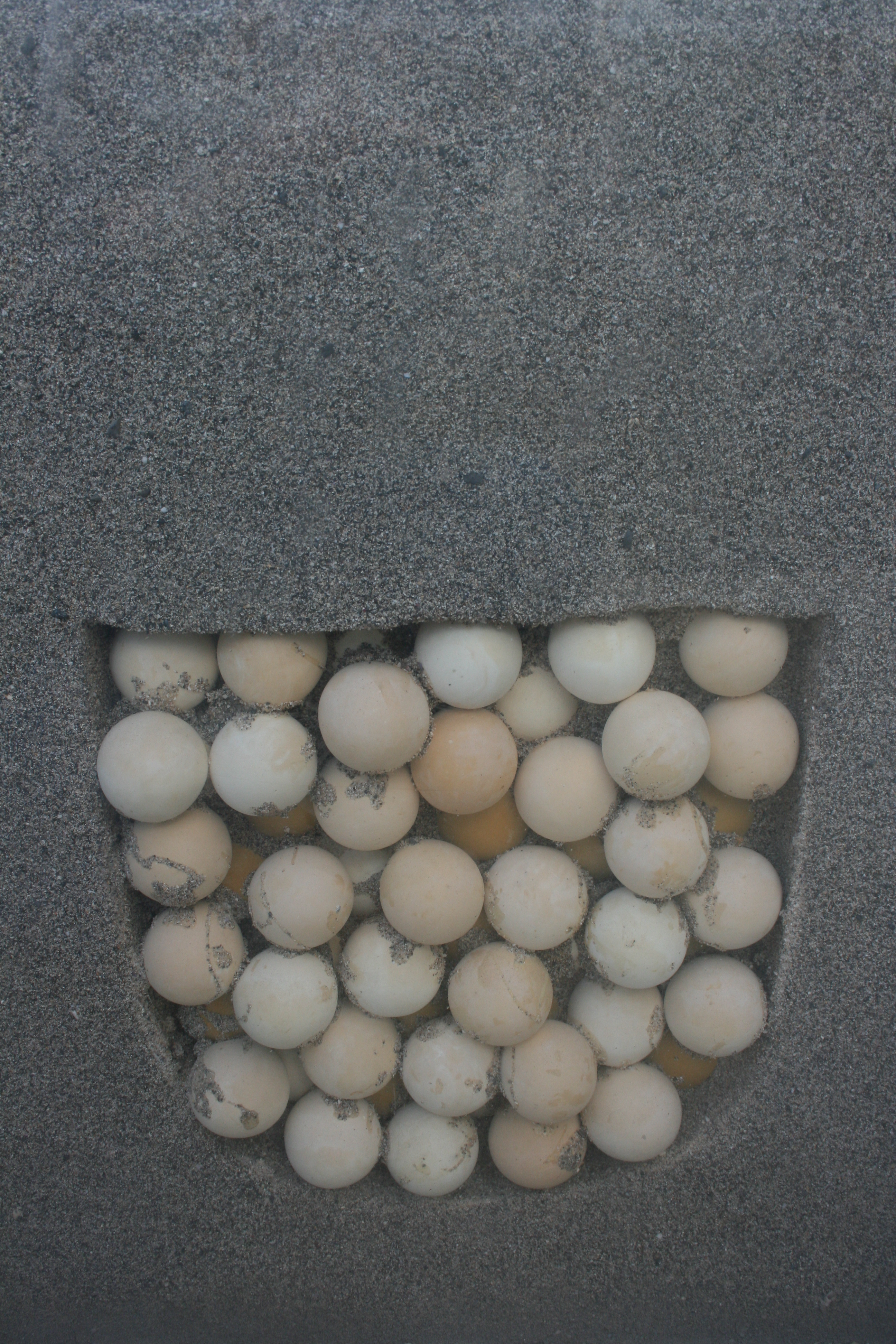
Secció vertical d'un niu resultat de la posta de tortuga marina

Una posta és el grup d'ous produïts per animals ovípars i també s'anomena posta al procés de pondre l'ou (o ous) després de la fecundació. Moltíssimes menes d'animals, vertebrats i no vertebrats, fan postes. Algunes espècies formen agregacions d'ous, com ara els ocells, amfibis o rèptils, en un niu construït de manera més o menys complexa. Un cop feta la posta hi ha espècies que tenen cura dels ous un cop els ponen fins i tot després de descloure's alimentant i tenint cura de les cries, mentre que altres les abandonen deixant el desenvolupament dels ous a la seva sort. L'elecció del lloc de posta varia d'una espècie a una altra.
El nombre d'ous d'una posta varia molt entre espècies, de vegades fins i tot dins del mateix gènere. També pot diferir en una mateixa espècie a causa de molts factors incloent hàbitat,la salut, la nutrició, pressions de redacció, i l'època de l'any. La diversitat en la grandària de la posta també pot reflectir variació en l'òptim reproductiu. En ocells la mida de les postes pot variar en una espècie a causa de diverses característiques (edat i salut de la femella que fa la posta, la contribució del mascle a l'hora de subministrar aliments, i l'abundància de preses).
En ocells l'ornitòleg David Lack ha dut a terme molta recerca sobre la regulació de la mida de la posta fort mida. En espècies amb cries altricials va proposar que la mida òptima de la posta es determinava pel del nombre de cries que podia alimentar els pares fins a abandonar el niu.

## Galeria

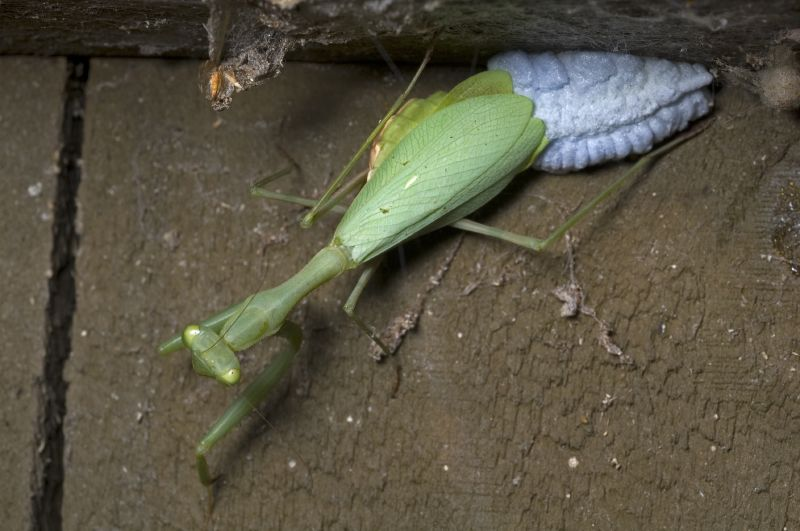
Femella de Miomantis caffra, una espècie d'insecte, realitzant la posta protegida mitjançant una ooteca
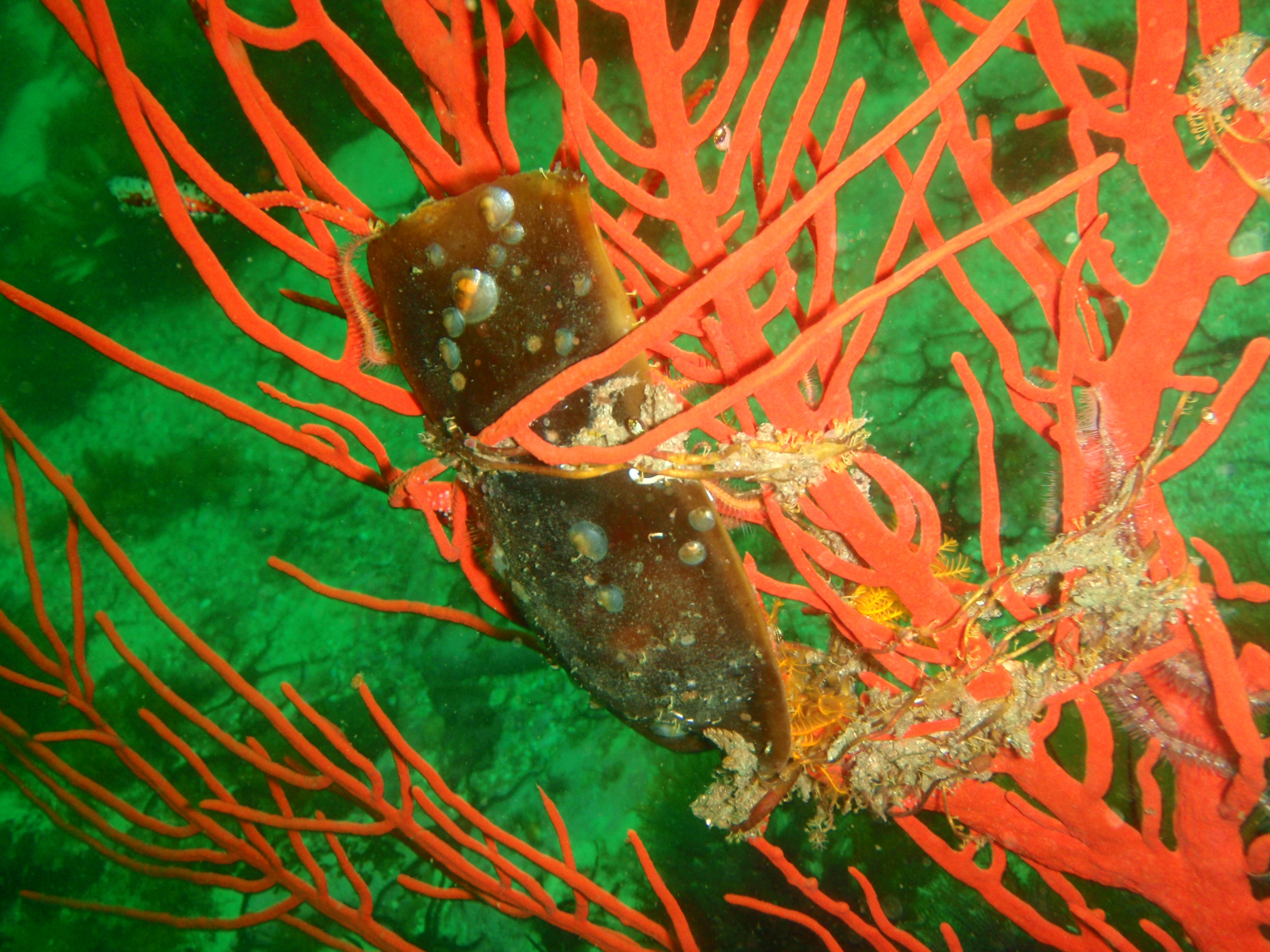
Posta d'un tauró
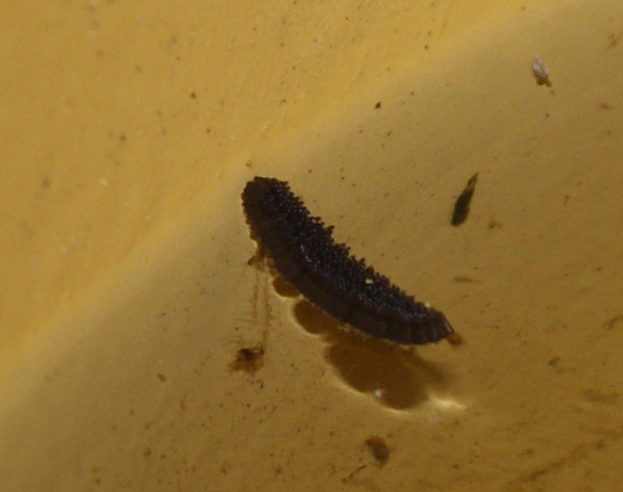
Navícula, una mena de posta, realitzada per espècies del gènere Culex
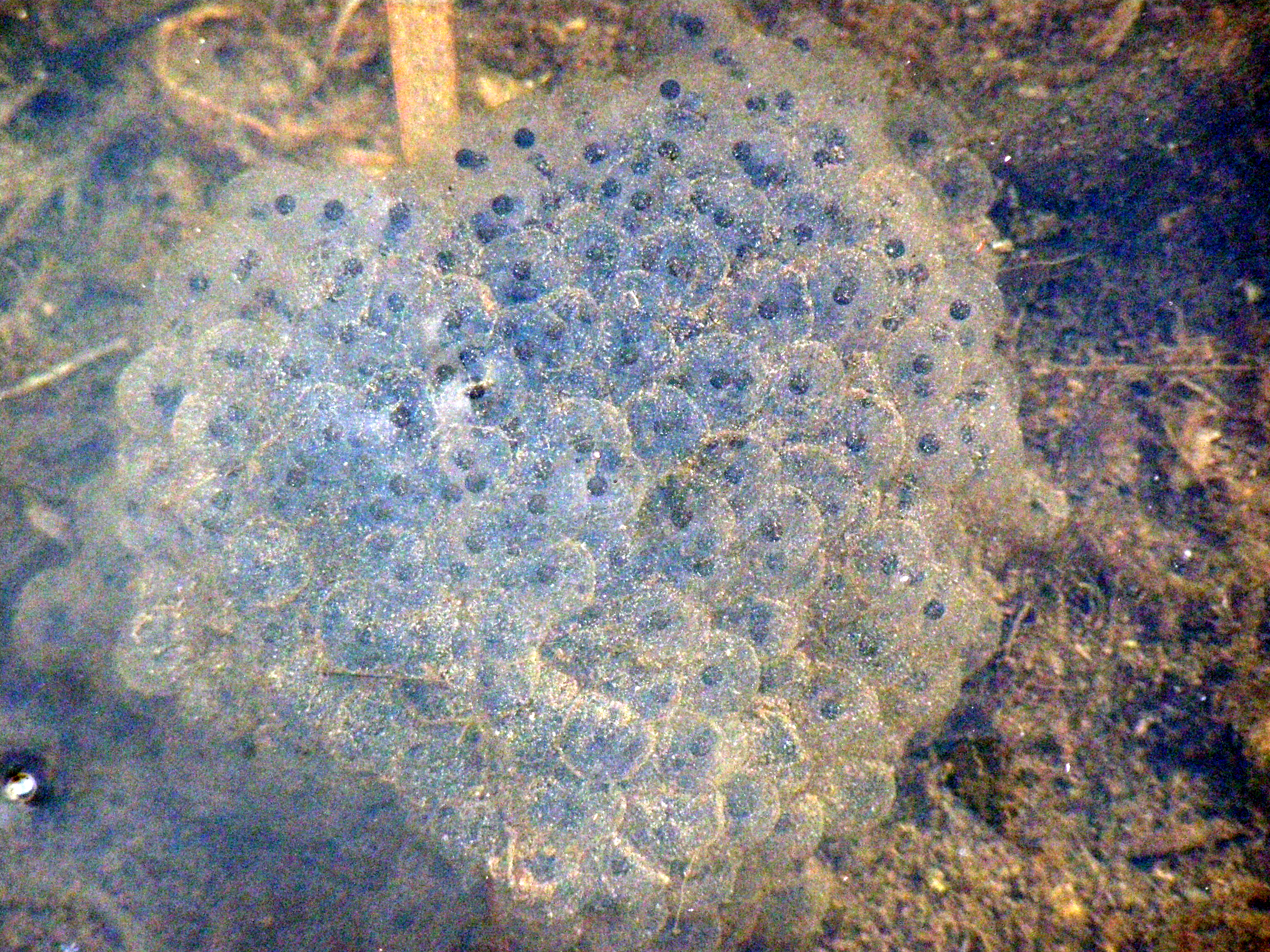
Posta de Rana dalmatina en una bassa
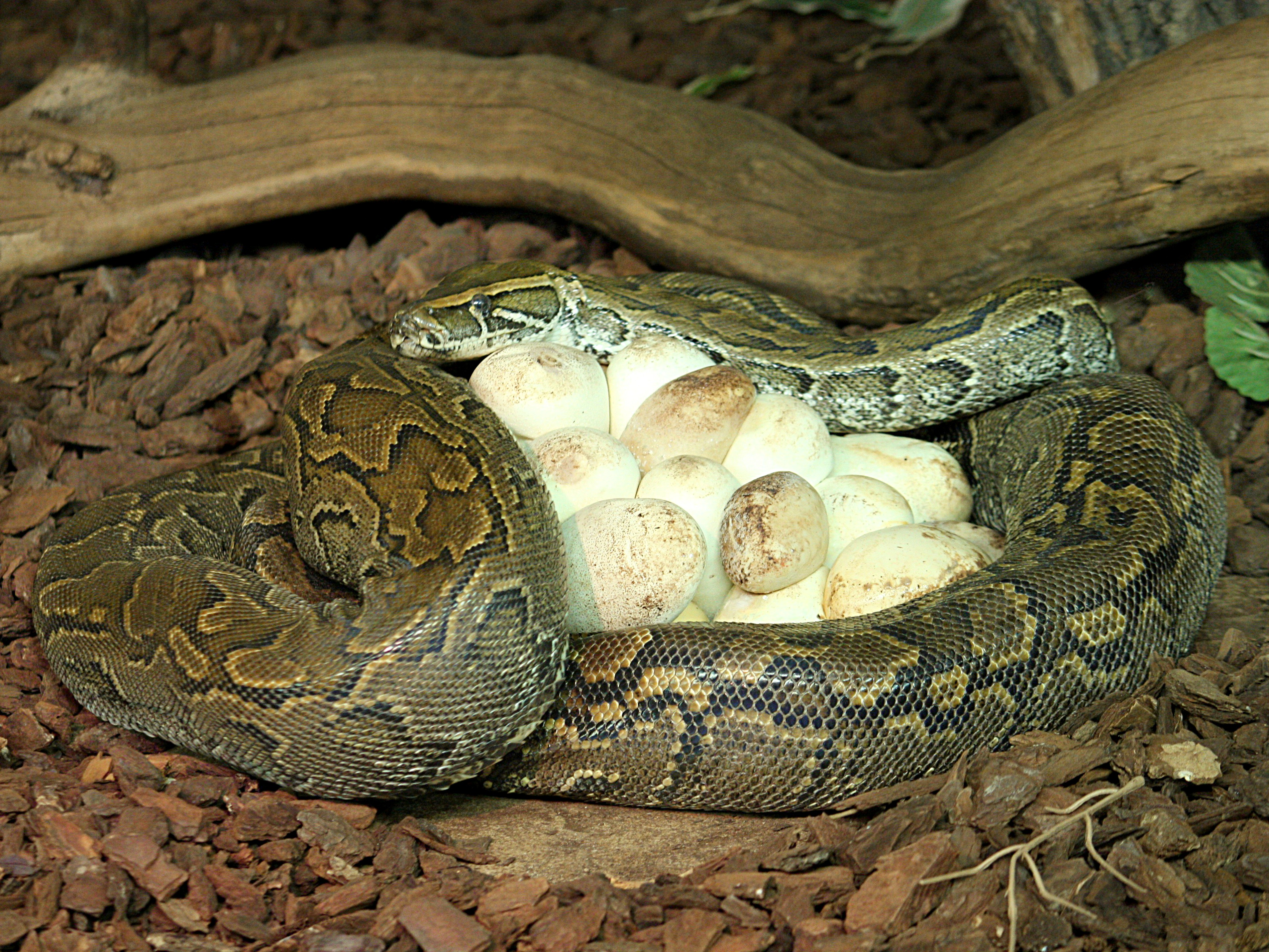
Femella de Python sebae protegint la seva posta
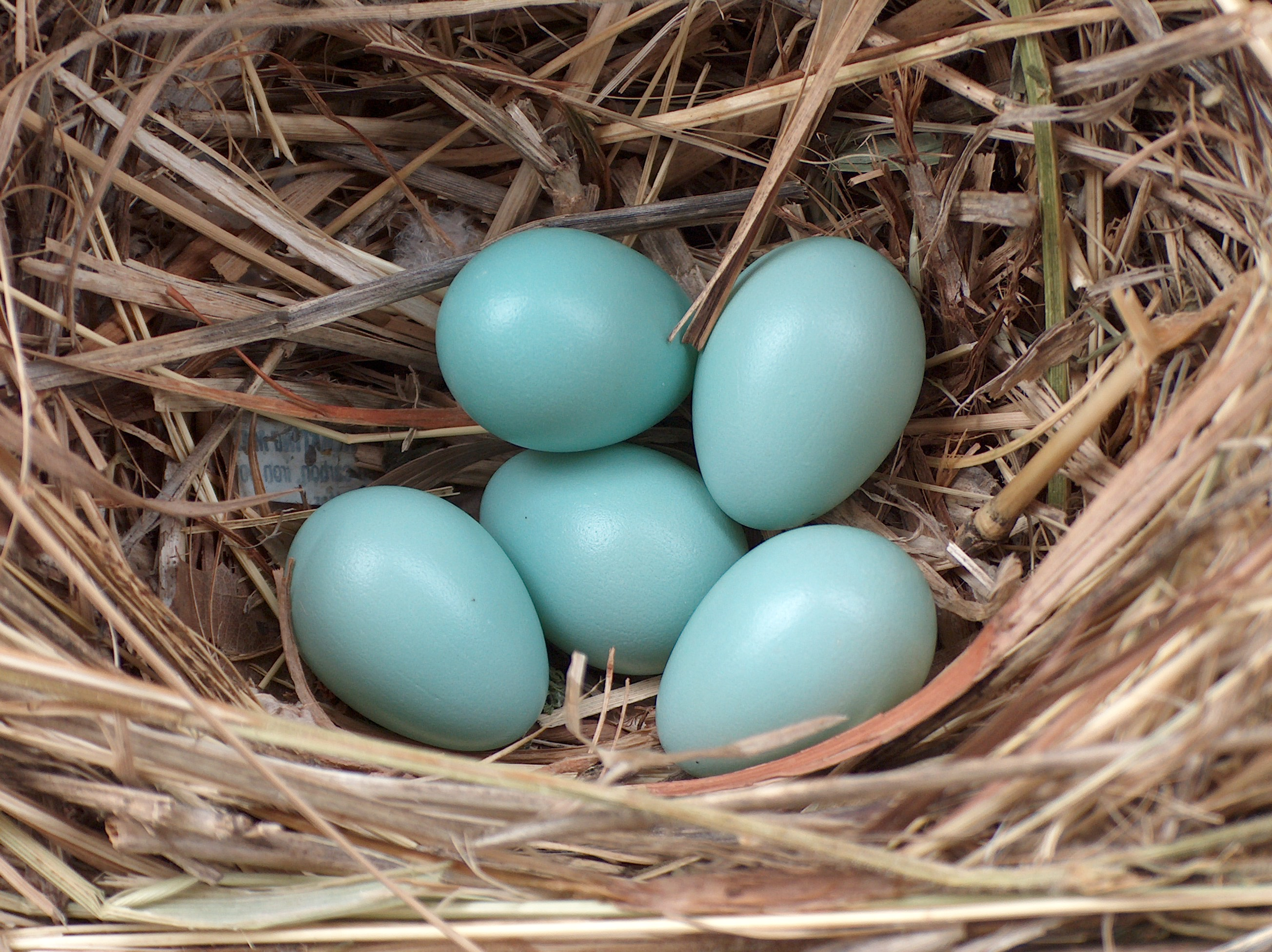
Posta de cadernera (Sturnus vulgaris) en un niu
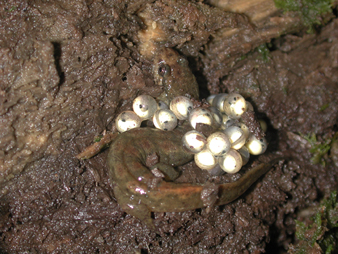
Posta de l'amfibi Desmognathus fuscus